# 凯特琳·夸德罗斯
凯特琳·夸德罗斯（葡萄牙語：Ketleyn Quadros，1987年10月1日—）是一名巴西女子柔道运动员。曾参加2008年夏季奥林匹克运动会，最终在女子57公斤级项目上获得一枚铜牌。